# روبرت أدكوك
روبرت أدكوك (بالإنجليزية: Robert Adcock)‏ هو لاعب كرة الريشة بريطاني، ولد في 9 أغسطس 1986.

## وصلات خارجية
- روبرت أدكوك على موقع BWF.tournamentsoftware.com (الإنجليزية)
- روبرت أدكوك على موقع BWFbadminton.com (الإنجليزية)